# Neidenstein
Neidenstein är en kommun och ort i Rhein-Neckar-Kreis i regionen Rhein-Neckar i Regierungsbezirk Karlsruhe i förbundslandet Baden-Württemberg i Tyskland.
Kommunen ingår i kommunalförbundet Waibstadt tillsammans med städerna Waibstadt och Neckarbischofsheim och kommunerna Epfenbach, Helmstadt-Bargen och Reichartshausen.